# Melbourne Darts Masters
| Melbourne Darts Masters | Melbourne Darts Masters                             |
| ----------------------- | --------------------------------------------------- |
| Sportart                | Darts                                               |
| Organisator             | PDC                                                 |
| Turnierart              | Einladungsturnier                                   |
| Austragungsort          | Melbourne Arena, Melbourne                          |
| Austragungszeitraum     | August                                              |
| Rekordsieger            | Phil Taylor Peter Wright Michael van Gerwen (je 1×) |
| letzter Sieger          | Michael van Gerwen                                  |
| Letzte Austragung       | 2019                                                |

Das Melbourne Darts Masters war ein Dartturnier, das von der PDC im Rahmen der World Series of Darts veranstaltet wurde. Der Wettbewerb wurde 2017 erstmals ausgetragen.
Amtierender Titelverteidiger ist der Niederländer Michael van Gerwen, der bei der letzten Austragung 2019 das Finale mit 8:3-legs gegen den Nordiren Daryl Gurney gewann.

## Format
An dem Turnier nahmen insgesamt 16 Spieler teil. Dazu zählten die Top 6 der PDC Order of Merit, zwei Wildcard-Spieler und 8 lokale Qualifikanten.
Das Turnier wurde im K.-o.-System gespielt. In der 1. Runde war der Spielmodus ein best of 11 legs. Das Viertelfinale, Halbfinale und Finale wurden im best of 15 legs-Modus gespielt.

## Preisgeld
Bei dem Turnier wurden insgesamt £ 60.000 an Preisgeldern ausgeschüttet. Das Preisgeld verteilte sich unter den Teilnehmern wie folgt:
| Position (Anzahl der Spieler) | Position (Anzahl der Spieler) | Preisgeld |
| ----------------------------- | ----------------------------- | --------- |
| Gewinner                      | (1)                           | £ 20.000  |
| Finalist                      | (1)                           | £ 10.000  |
| Halbfinalisten                | (2)                           | £ 5.000   |
| Viertelfinalisten             | (4)                           | £ 2.500   |
| Achtelfinalisten              | (8)                           | £ 1.250   |
|                               |                               |           |
|                               |                               | £ 60.000  |

Da es sich um ein Einladungsturnier handelte, wurden die erspielten Preisgelder bei der Berechnung der PDC Order of Merit nicht berücksichtigt.

## Finalergebnisse
| Jahr | Austragungsort             | Sieger             | Ergebnis | Finalist      | Sponsor | Preisgeld | Preisgeld |
| Jahr | Austragungsort             | Sieger             | Ergebnis | Finalist      | Sponsor | Gesamt    | Sieger    |
| ---- | -------------------------- | ------------------ | -------- | ------------- | ------- | --------- | --------- |
| 2017 | Hisense Arena, Melbourne   | Phil Taylor        | 11 : 8   | Peter Wright  | Unibet  | 0£ 60.000 | 0£ 20.000 |
| 2018 | Hisense Arena, Melbourne   | Peter Wright       | 11 : 8   | Michael Smith |         | 0£ 60.000 | 0£ 20.000 |
| 2019 | Melbourne Arena, Melbourne | Michael van Gerwen | 8 : 3    | Daryl Gurney  |         | 0£ 60.000 | 0£ 20.000 |